# ポストマン (1997年の映画)
ポストマン（原題: The Postman）は、1997年のアメリカ映画。原作はデイヴィッド・ブリンのSF小説『ポストマン』。

## 概要
『ダンス・ウィズ・ウルブズ』以来7年ぶりとなるケビン・コスナーの第二回監督作品。原作小説の第1部にあたる部分を映画化したものだが、大幅に改変翻案されており、原作が扱った国家やジェンダーにまつわる複雑な主題は映画からは取り除かれており、ほぼ別の作品となっている。
なお、郵便配達夫が全力疾走する馬上から、少年が掲げた手紙を受け取るシーンで登場する少年はコスナーの息子。他に2人の娘も登場する。

## あらすじ
戦争で荒廃した2013年の世界。人々は独裁者が率いるテロリストに怯えながら暮らしていた。ある日、テロリストから逃れた旅の男は偶然郵便配達の車を見つけ、ポストマンとなる。

## キャスト
| 役名                               | 俳優                       | 日本語吹替                            | 日本語吹替                                       |
| 役名                               | 俳優                       | ソフト版                              | フジテレビ版                                     |
| ---------------------------------- | -------------------------- | ------------------------------------- | ------------------------------------------------ |
| ポストマン                         | ケビン・コスナー           | 津嘉山正種                            | 津嘉山正種                                       |
| ベスレヘム将軍                     | ウィル・パットン           | 金尾哲夫                              | 菅生隆之                                         |
| フォード・リンカーン・マーキュリー | ラレンズ・テイト           | 私市淳                                | 浪川大輔                                         |
| アビー                             | オリヴィア・ウィリアムズ   | 田中敦子                              | 山像かおり                                       |
| アイダホ                           | ジェームズ・ルッソ         | 諸角憲一                              | 江原正士                                         |
| ブリスコー保安官                   | ダニエル・フォン・バーゲン | 山野史人                              | 佐々木梅治                                       |
| ブリッジシティ市長                 | トム・ペティ               | 小島敏彦                              | 小島敏彦                                         |
| バンディット20                     | ジョヴァンニ・リビシ       | 坂口哲夫                              | 後藤哲夫                                         |
|                                    |                            |                                       |                                                  |
| 演出                               |                            | 福永莞爾                              | 松川陸                                           |
| 翻訳                               |                            | 中島多恵子                            | 松崎広幸                                         |
| 調整                               |                            | 山下裕康                              | 栗林秀年                                         |
| 制作                               |                            | ワーナーホームビデオ プロセンスタジオ | ムービーテレビジョン                             |
| 初回放送                           |                            | 1998年9月1日 VHS発売 ※BD・DVD収録     | 2001年9月8日 『ゴールデン洋画劇場』 (正味約96分) |

## スタッフ
- 監督：ケビン・コスナー
- 製作：ケビン・コスナー、ジム・ウィルソン、スティーヴ・ティッシュ
- 原案：デイヴィッド・ブリン
- 脚本：ブライアン・ヘルゲランド、エリック・ロス
- 撮影：スティーヴン・F・ウィンドン
- 音楽：ジェームズ・ニュートン・ハワード
- 美術：アイダ・ランダム
- 編集：ピーター・ボイル
- 衣装：ジョン・ブルームフィールド

## 評価
レビュー・アグリゲーターのRotten Tomatoesでは36件のレビューで支持率は8%、平均点は4.00/10となった。Metacriticでは14件のレビューを基に加重平均値が29/100となった。

## 賞歴
- 第18回ゴールデンラズベリー賞